# Veturius platyrhinus
Veturius platyrhinus là một loài bọ cánh cứng trong họ Passalidae. Loài này được Westwood miêu tả khoa học năm 1845.